# Groupe Rassemblement-Union pour un mouvement populaire
Ne doit pas être confondu avec Le Rassemblement-UMP.
Le groupe Rassemblement-Union pour un mouvement populaire (abrégé en Rassemblement-UMP, R-UMP ou RUMP) est un groupe parlementaire français, issu d'une scission éphémère du groupe UMP à l’Assemblée nationale, créé le 27 novembre 2012 dans le contexte de la contestation des résultats de l'élection du président de l'UMP et dissous le 16 janvier 2013.

## Historique

Composition de l’Assemblée nationale du 28 novembre 2012 au 15 janvier 2013. Le R-UMP est en bleu ciel tandis que le reste de l'UMP est en bleu foncé.

Formé à l'initiative de François Fillon, qui conteste les résultats du congrès de l'UMP de 2012 donnant Jean-François Copé vainqueur face à lui-même, le groupe parlementaire compte, lors du dépôt de sa constitution, 67 membres et un apparenté,. Il est ensuite rejoint par d'autres députés et comporte 70 membres et 3 apparentés. Il est ainsi le troisième groupe le plus important de l'Assemblée, après le groupe socialiste (296 députés) et le groupe UMP (121 députés).
Le groupe est dissous le 16 janvier 2013, à la suite d'un accord sur la tenue d'un nouveau vote et de la formation d'une équipe dirigeante paritaire du parti.

## Organisation
- Président : François Fillon.
- Secrétaire général : Stéphane Juvigny.
- Secrétaire générale adjointe : Agnès Evren[6].
- Porte-parole : Jérôme Chartier[7].

## Composition

### Membres initiaux
| Nom,                           | Parti | Parti | Circonscription                                   |
| ------------------------------ | ----- | ----- | ------------------------------------------------- |
| François Baroin                |       | UMP   | Troisième circonscription de l'Aube               |
| Jacques-Alain Bénisti          |       | UMP   | Quatrième circonscription du Val-de-Marne         |
| Bernard Brochand               |       | UMP   | Huitième circonscription des Alpes-Maritimes      |
| Dominique Bussereau            |       | UMP   | Quatrième circonscription de la Charente-Maritime |
| Jérôme Chartier                |       | UMP   | Septième circonscription du Val-d'Oise            |
| Guillaume Chevrollier          |       | UMP   | Deuxième circonscription de la Mayenne            |
| Jean-Louis Christ              |       | UMP   | Deuxième circonscription du Haut-Rhin             |
| Dino Cinieri                   |       | UMP   | Quatrième circonscription de la Loire             |
| Éric Ciotti                    |       | UMP   | Première circonscription des Alpes-Maritimes      |
| Jean-Michel Couve              |       | UMP   | Quatrième circonscription du Var                  |
| Bernard Debré                  |       | UMP   | Quatrième circonscription de Paris                |
| Rémi Delatte                   |       | UMP   | Deuxième circonscription de la Côte-d'Or          |
| Dominique Dord                 |       | UMP   | Première circonscription de la Savoie             |
| Marianne Dubois                |       | UMP   | Cinquième circonscription du Loiret               |
| Christian Estrosi              |       | UMP   | Cinquième circonscription des Alpes-Maritimes     |
| François Fillon (président)    |       | UMP   | Deuxième circonscription de Paris                 |
| Hervé Gaymard                  |       | UMP   | Deuxième circonscription de la Savoie             |
| Annie Genevard                 |       | UMP   | Cinquième circonscription du Doubs                |
| Guy Geoffroy                   |       | UMP   | Neuvième circonscription de Seine-et-Marne        |
| Georges Ginesta                |       | UMP   | Cinquième circonscription du Var                  |
| Charles Ange Ginésy            |       | UMP   | Deuxième circonscription des Alpes-Maritimes      |
| Jean-Pierre Giran              |       | UMP   | Troisième circonscription du Var                  |
| Philippe Goujon                |       | UMP   | Douzième circonscription de Paris                 |
| Claude Greff                   |       | UMP   | Deuxième circonscription d'Indre-et-Loire         |
| Anne Grommerch                 |       | UMP   | Neuvième circonscription de la Moselle            |
| Arlette Grosskost              |       | UMP   | Cinquième circonscription du Haut-Rhin            |
| Serge Grouard                  |       | UMP   | Deuxième circonscription du Loiret                |
| Françoise Guégot               |       | UMP   | Deuxième circonscription de la Seine-Maritime     |
| Jean-Claude Guibal             |       | UMP   | Quatrième circonscription des Alpes-Maritimes     |
| Jean-Jacques Guillet           |       | UMP   | Huitième circonscription des Hauts-de-Seine       |
| Michel Heinrich                |       | UMP   | Première circonscription des Vosges               |
| Patrick Hetzel                 |       | UMP   | Septième circonscription du Bas-Rhin              |
| Philippe Houillon              |       | UMP   | Première circonscription du Val-d'Oise            |
| Charles de La Verpillière      |       | UMP   | Deuxième circonscription de l'Ain                 |
| Jean-François Lamour           |       | UMP   | Treizième circonscription de Paris                |
| Thierry Lazaro                 |       | UMP   | Sixième circonscription du Nord                   |
| Isabelle Le Callennec          |       | UMP   | Cinquième circonscription d'Ille-et-Vilaine       |
| Dominique Le Mèner             |       | UMP   | Cinquième circonscription de la Sarthe            |
| Alain Lebœuf                   |       | UMP   | Première circonscription de la Vendée             |
| Pierre Lellouche               |       | UMP   | Première circonscription de Paris                 |
| Jean Leonetti                  |       | UMP   | Septième circonscription des Alpes-Maritimes      |
| Céleste Lett                   |       | UMP   | Cinquième circonscription de la Moselle           |
| Geneviève Levy                 |       | UMP   | Première circonscription du Var                   |
| Véronique Louwagie             |       | UMP   | Deuxième circonscription de l'Orne                |
| Gilles Lurton                  |       | UMP   | Septième circonscription d'Ille-et-Vilaine        |
| Alain Marc                     |       | UMP   | Troisième circonscription de l'Aveyron            |
| Alain Marleix                  |       | UMP   | Deuxième circonscription du Cantal                |
| Philippe Armand Martin         |       | UMP   | Troisième circonscription de la Marne             |
| Jean-Claude Mathis             |       | UMP   | Deuxième circonscription de l'Aube                |
| Jean-Claude Mignon             |       | UMP   | Première circonscription de Seine-et-Marne        |
| Patrick Ollier                 |       | UMP   | Septième circonscription des Hauts-de-Seine       |
| Valérie Pécresse               |       | UMP   | Deuxième circonscription des Yvelines             |
| Michel Piron                   |       | UMP   | Quatrième circonscription de Maine-et-Loire       |
| Bérengère Poletti              |       | UMP   | Première circonscription des Ardennes             |
| Christophe Priou               |       | UMP   | Septième circonscription de la Loire-Atlantique   |
| Frédéric Reiss                 |       | UMP   | Huitième circonscription du Bas-Rhin              |
| Arnaud Robinet                 |       | UMP   | Première circonscription de la Marne              |
| Camille de Rocca Serra         |       | UMP   | Deuxième circonscription de la Corse-du-Sud       |
| Sophie Rohfritsch              |       | UMP   | Quatrième circonscription du Bas-Rhin             |
| Paul Salen                     |       | UMP   | Sixième circonscription de la Loire               |
| Michel Sordi                   |       | UMP   | Quatrième circonscription du Haut-Rhin            |
| Claude Sturni (apparenté)      |       | DVD   | Neuvième circonscription du Bas-Rhin              |
| Lionel Tardy                   |       | UMP   | Deuxième circonscription de la Haute-Savoie       |
| François Vannson               |       | UMP   | Troisième circonscription des Vosges              |
| Jean-Pierre Vigier (apparenté) |       | UMP   | Deuxième circonscription de la Haute-Loire        |
| Jean-Sébastien Vialatte        |       | UMP   | Septième circonscription du Var                   |
| Laurent Wauquiez               |       | UMP   | Première circonscription de la Haute-Loire        |
| Éric Woerth                    |       | UMP   | Quatrième circonscription de l'Oise               |

### Adhésions ultérieures
| Nom                            | Parti | Parti | Circonscription                               | Date d’adhésion  |
| ------------------------------ | ----- | ----- | --------------------------------------------- | ---------------- |
| Valérie Boyer                  |       | UMP   | Première circonscription des Bouches-du-Rhône | 28 novembre 2012 |
| Guy Teissier                   |       | UMP   | Sixième circonscription des Bouches-du-Rhône  | 28 novembre 2012 |
| Marcel Bonnot                  |       | UMP   | Troisième circonscription du Doubs            | 29 novembre 2012 |
| Jean-Pierre Decool (apparenté) |       | DVD   | Quatorzième circonscription du Nord           | 30 novembre 2012 |
| Michel Terrot                  |       | UMP   | Douzième circonscription du Rhône             | 5 décembre 2012  |